# 김명봉
김명봉(金鳴鳳)은 만주에서 활동한 독립운동가로 무장독립운동단체 대한통의부(大韓統義府)오동진선생 휘하, 제5중대장으로 김광추, 박희광(朴喜光), 김병현(金炳賢)등과 활약하였다.

## 생애
1907년 김명봉은 영흥군 영흥군(永興郡)에서 노희태(盧熙泰)와 함께 의병을 일으켜 항일투쟁을 벌이다가 1910년(융희 4) 만주(滿洲)로 건너갔다.
1919년 3‧1운동이 일어난 후 요령성(遼寧省) 관전현(寬甸縣)에서 대한독립단(大韓獨立團)에 가담하여 독립운동을 전개하였으며, 1920년 7월 해룡(海龍)‧흥경(興京)‧통화(通化)‧무순(撫順) 등지에서 친일 앞잡이 노릇을 하던 보민회(保民會)를 습격하였다. 이때 친일 앞잡이들을 숙청하고 독립군 기반인 대한 통의부(統義府)을 구축하는 데 큰 공헌을 했다.
1922년 8월에 조직된 대한통의부(大韓統義府) 의용군 제5중대장직을 맡아 활동하였다.
1924년 봉천(奉天: 현 심양(瀋陽))에서 부하인 암살단원 박희광, 김광추, 김병현을 시켜 보민회 회장 최정규(崔晶圭)를 처단하려 하였으나, 실패하고 장모와 처를 처단하였다. 같은해 무순지역 친일파였던 정갑주를 처단하라는 명을 내렸다.
김명봉은 1924년 7월 2일 독립운동가들 간의 알력 다툼에 의해 피살되었다.

## 상훈
- 1995년 정부로부터 독립운동 당시의 공훈을 인정받아 건국훈장 애국장이 추서되었다.

## 같이 보기
- 한국의 독립운동
- 상해임시정부
- 박희광
- 김광추
- 통의부
- 참의부
- 독립운동가
- 오동진
- 독립 유공자

## 참고 자료
- 동아일보(東亞日報) 1926년 9월 1일자, 9월2일자, 9월8일자
- 大韓民國 獨立有功者 功勳錄
- 독립운동사(1권)